# Суык-Чишма (Бугульминский район)
Суык-Чишма — деревня в Бугульминском районе Татарстана. Входит в состав Татарско-Дымского сельского поселения.

## География
Находится в юго-восточной части Татарстана на расстоянии приблизительно 21 км на юг-юго-восток по прямой от районного центра города Бугульма у речки Дымка.

## История
Основана в 1928 году.

## Население
Постоянных жителей было: в 1938 году — 335, в 1949—301, в 1958—241, в 1970—258, в 1979—202, в 1989—138, в 2002 году 90 (татары 97 %), в 2010 году 80.